# Sadnecessary
Sadnecessary è l'album in studio di debutto del duo tedesco Milky Chance, pubblicato in Germania il 1º ottobre 2013.
L'album ha raggiunto la posizione numero 14 delle classifiche in Germania e include i singoli Stolen Dance e Down By the River.

## Tracce
1. Stunner
2. Flashed Junk Mind
3. Becoming
4. Running
5. Feathery (Slow Version)
6. Indigo
7. Sadnecessary
8. Down By the River
9. Sweet Sun
10. Fairytale
11. Stolen Dance
12. Loveland (Studio Version)
13. Feathery (Bonus Track)
14. Loveland (Bonus Track)